# Hypsugo cadornae
Hypsugo cadornae és una espècie de ratpenat de l'Índia, Laos, Myanmar, Tailàndia i el Vietnam.